# Jinshan (Neu-Taipeh)
Jinshan (chinesisch 金山區, Pinyin Jīnshān Qū, Pe̍h-ōe-jī Kim-san Khu) ist ein Bezirk an der nördlichen Küste der Stadt Neu-Taipeh im Norden der Insel Taiwan, Republik China.

## Lage
Jinshan liegt zwischen den Nachbarbezirken Shimen im Nordwesten und Wanli im Südosten. Im Westen stößt Jinshan an den Bezirk Sanzhi, im Südwesten und Süden an die Bezirke Beitou und Shilin der Stadt Taipeh, sowie im Nordosten an das Ostchinesische Meer.
In Jinshan befindet sich der Hauptsitz der buddhistischen Organisation Dharma-Trommel-Berg (englisch: Dharma Drum Mountain (DDM)), mit Klosteranlagen und Bildungseinrichtungen wie der Dharma-Trommel-Sangha-Universität und dem Dharma-Trommel-College.

## Geschichte
Das Gebiet des heutigen Jinshan war vor der Ankunft chinesischer Einwanderer von Ureinwohnern des Ketagalan-Stammes besiedelt. Aufgrund des weitgehend hügeligen und für die Landwirtschaft nur bedingt geeigneten Geländes sowie der Lage am Meer war die Fischerei in früheren Zeiten der Hauptwirtschaftszweig. Während der japanischen Herrschaft über Taiwan entwickelte sich Jinshan schon Anfang des 20. Jahrhunderts dank seiner reizvollen Landschaft und Thermalquellen zu einem beliebten Ausflugsort im Großraum Taipeh.

## Tourismus
Sehenswürdigkeiten des Bezirks sind der reizvoll gestaltete Privatfriedhof Jianbaoshan, auf dem sich unter anderem das Grab der taiwanischen Sängerin Teresa Teng befindet, sowie das Ju-Ming-Museum, das dem Werk des Bildhauers Ju Ming gewidmet ist. Weitere Anziehungspunkte für Besucher sind das öffentliche Huangang-Gemeinschaftsbad (磺港社區公共浴池), eine Thermalquelle nahe dem Fischereihafen, und der Fischpfad, ein aus alter Zeit stammender Fußweg zwischen Jinshan und Shilin, der heute ein beliebter Wanderweg durch die reizvolle Hügellandschaft ist.

## Weblinks

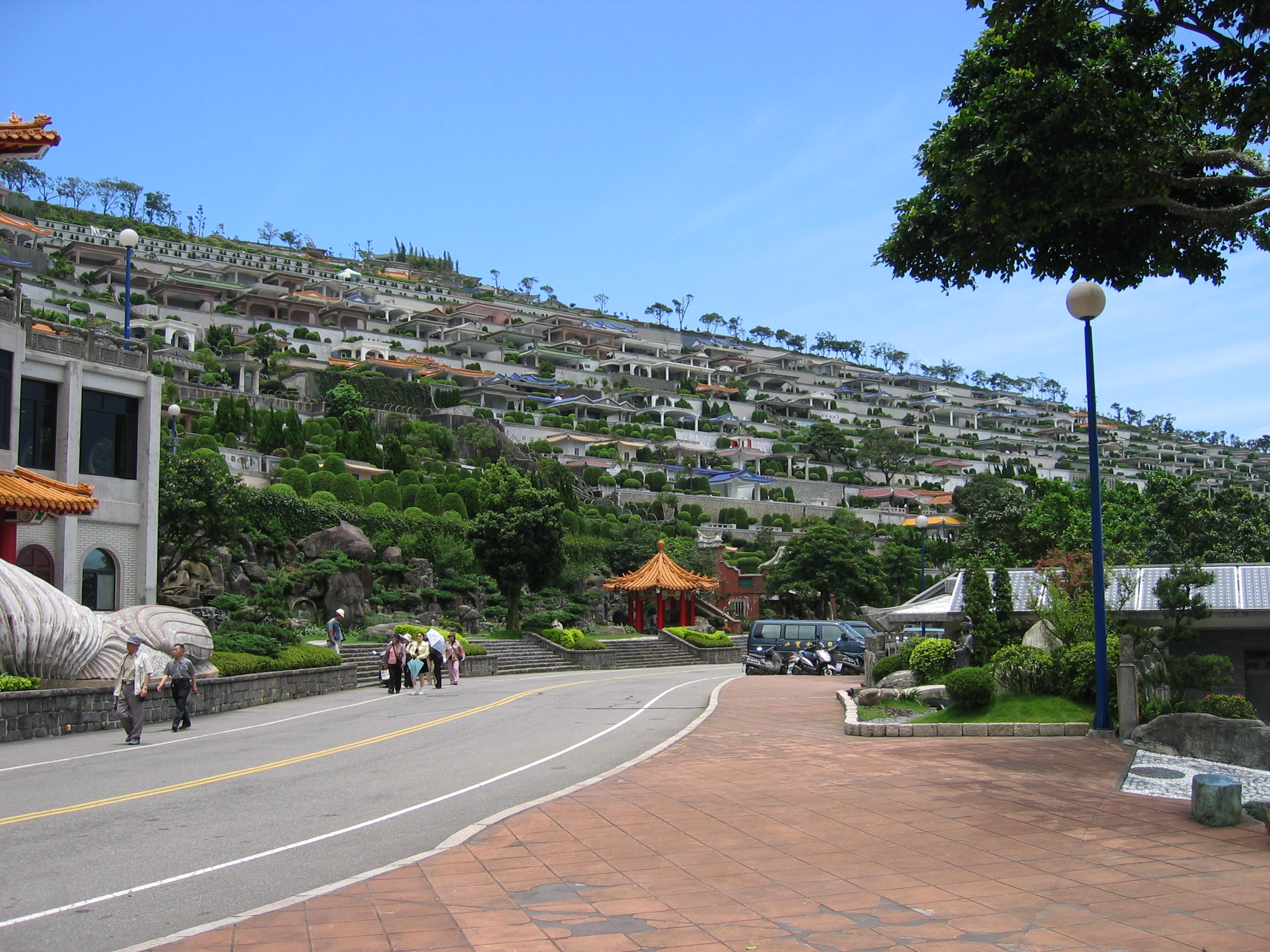
Der Friedhof Jinbaoshan
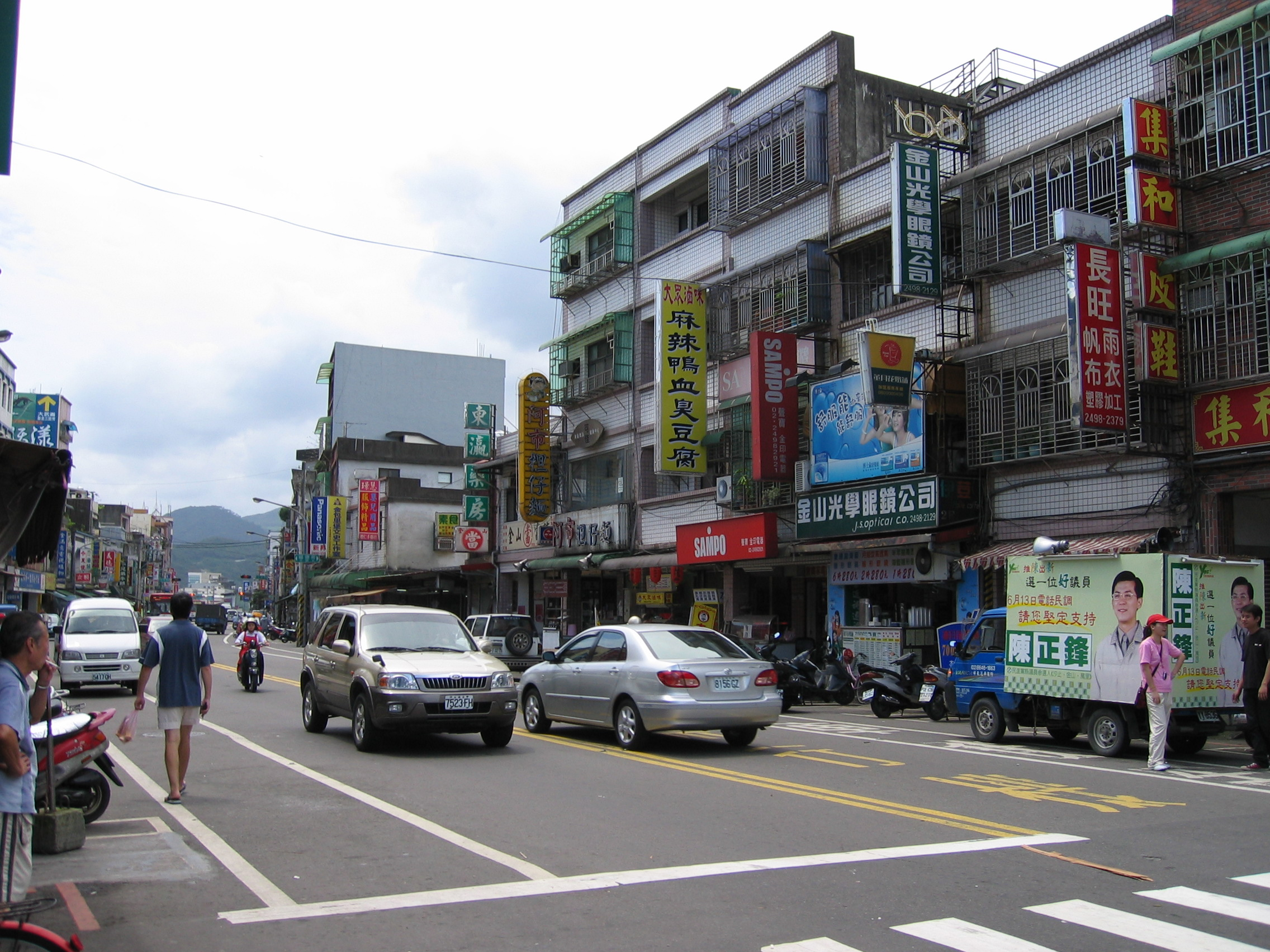
Straße in Jinshan
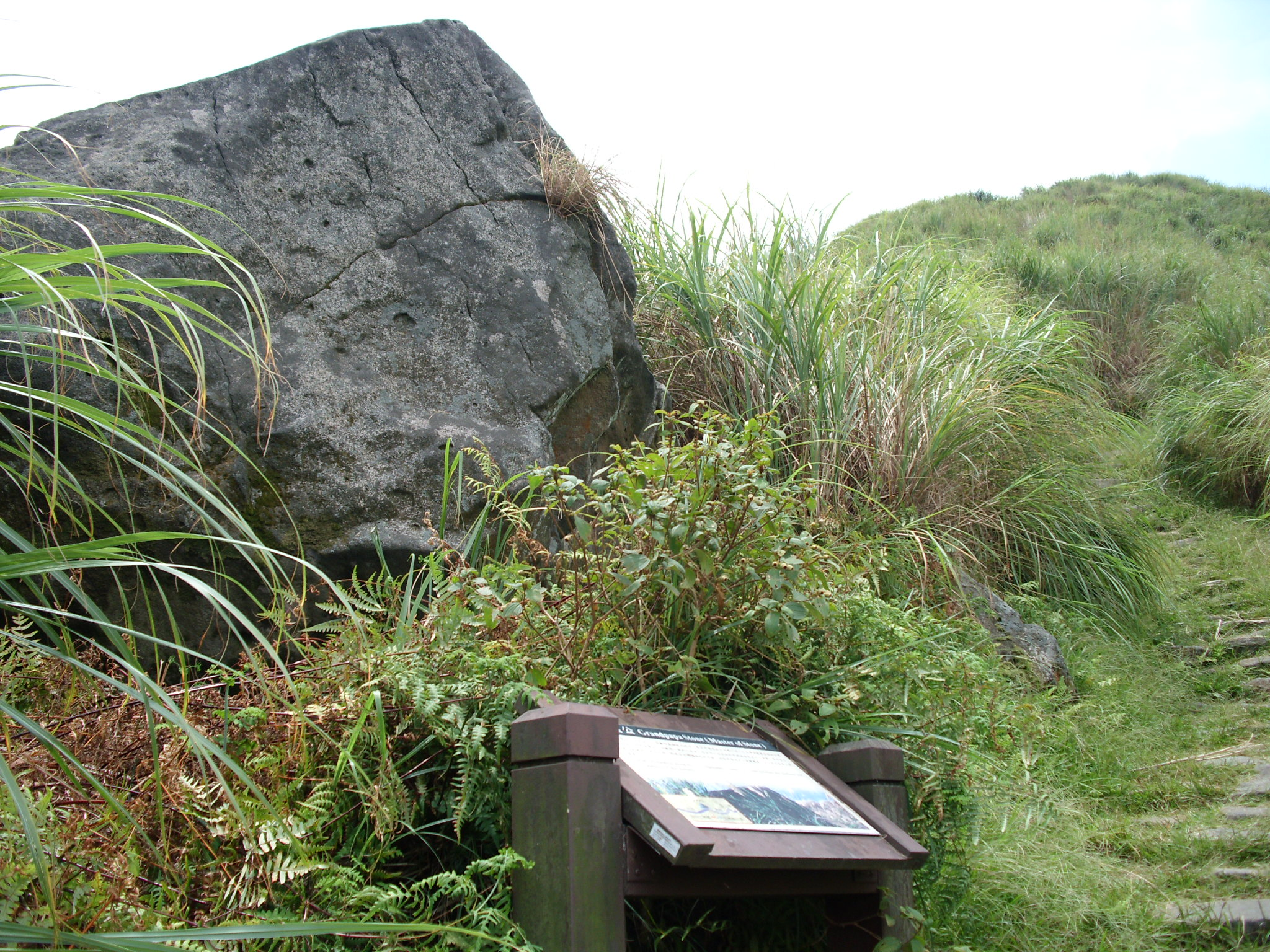
Stein am „Fischpfad“